# Bèlè
 (septembre 2017).
- Si vous ne connaissez pas le sujet, laissez ce bandeau (vous pouvez alors contacter les auteurs).
- Si vous supprimez le contenu mis en cause (vous pouvez préalablement contacter les auteurs),

argumentez précisément cette suppression dans la page de discussion
(un manque de référence n'est pas un argument ; une recherche réelle de référence doit avoir été effectuée, être formellement documentée).
Le bèlè est une pratique musico-chorégraphique de Dominique et Martinique qui mêle chant, musique, danse et conte. 
Sur son apparition en Martinique, deux hypothèses sont émises :
- il est issu des affres de l'esclavage bien avant le marronnage et aurait subi différentes mutations au cours des siècles ;
- il serait l'héritage laissé par les Marrons en fuite qui ont élu domicile dans les mornes loin des plantations martiniquaises.

Ces hypothèses sont l'objet de travaux de recherche.
C'est une tradition codifiée empreinte de syncrétisme, avec un contexte rituel sociétal important.

## Origines
Le bèlè est un phénomène contemporain qui s’appuie essentiellement sur une référence à la culture des mornes martiniquais créée de 1860 à 1960 par les Nouveaux Libres issus de l’abolition de l’esclavage des Noirs en 1848. Les Nouveaux Libres trouvent dans le paysannat un espace social susceptible de garantir la liberté effective grâce à l'accès à la propriété foncière dans les mornes.
Le passage de l’esclave au statut de Nouveau Libre constitue une chance pour les noirs afin d’inverser les valeurs coloniales esclavagistes et d’opposer à la société d’habitation de nouvelles bases sociales : le travail mute de sa forme servile à sa nature volontaire et représente ainsi un élément culturel central. Cette mutation culturelle s’exprime à travers la création de sociétés paysannes qui se fondent sur l’entraide ou « coup de main ». Ce don contre don du travail se formalise et se ritualise en une diversité de Bèlè d’entraide qui alternent travaux et danses pour symboliser un mode social qui lie subsistance et réjouissance.
Cette référence au mode social rural des Nouveaux Libres s’exerce à travers le bèlè renouveau dans une société martiniquaise présente où domine le secteur tertiaire dans une grande dépendance des transferts financiers publics provenant de la métropole. Dans une continuité historique, les Martiniquais, sous l’impulsion des renouvellistes, mobilisent depuis 1980 les apports économiques, sociaux et culturels des mornes face à la réalité contemporaine où perdurent les enjeux, tels que la marge d’autonomie de la société martiniquaise intégrée à l’Europe dans un contexte de mondialisation, l’accès à la propriété foncière des Martiniquais, la résistance culturelle et la recherche de la maîtrise du devenir.
Bèlè est un terme générique qui désigne à la fois :
- le genre musico-chorégraphique
- l'instrument
- le tambour bèlè
- le contexte
- la soirée bèlè et, de manière générale, une façon d'être ensemble et des valeurs : solidarité, partage et résistance culturelle.

Le bèlè signifie « Bèl air » (bel endroit, bon moment).
Le bèlè s’élabore artistiquement à partir d’une sorte de « matrice » socio- musico- chorégraphique. Cette « Matrice » Bèlè intègre des principes structurants, Chantè, Répondè, Bwatè, Tanbouyé, Dansè, Lawonn, Kadans qui supportent des mécanismes de construction dont le principal est le principe d’inversion. La «Matrice » Bèlè permet ainsi de créer des configurations du Bèlè en fonction du contexte social, historique et géographique.
Un chanteur mène la musique avec une voix qui porte, alors que se développe le dialogue entre les danseurs et le joueur de tambour. Le tambour est accompagné par un rythme ti-bwa donné par deux baguettes qui percutent la partie arrière du tambour. 
Le bèlè est un ensemble de pas et de figures issues de l'Afrique, de l'Europe, du quadrille et de la haute taille venue d'Europe. Ils puisent leurs sources dan
- les religions,
- les esclaves africains, la mannyè viv des indiens caraïbes,
- le christianisme et les courants philosophiques introduits par les Européens, l'hindouisme amené par les Indiens,
- le vécu quotidien du peuple martiniquais.
- Au niveau de « la société Béliya » dans les hauteurs de Saint-Marie à Bezaudin. Les descendants des Marrons, les nouveaux libres créent une société nouvelles basée sur des valeurs telles que l'entraide, le don et contre-don.

Cette philosophie est traduite par l'expression artistique qu'est le bèlè, la forme en quadrille désignant le carré de terre qu'ils acquièrent pour une réelle liberté.
Les danses qui le caractérisent sont multiples, on peut distinguer :
- le bèlè courant, danse la plus prisée lors des swaré bèlè et utilisée pour exprimer différents aspects de la vie avec différentes nuances (bèlè cho, bèlè dous ou bigin bèlè, bèlè pitché) déterminés par le chant.
- le gran bèlè , danse de la fécondité de la terre, avec souvent des chants mélancoliques ou dramatiques.
- le béliya, qui traduit l'annonce d'une nouvelle ou un rappel au rassemblement.
- le bouwo ou marin bèlè, simple en geste et en chorégraphie mais plus rarement exécutée du fait du temps qu'elle demande.
- les danses lalinklè, qui se pratiquaient principalement au clair de lune, traduisent les pratiques culturelles et religieuses des esclaves. On y retrouve la kalennda, le mabélo, le bénézwel, le ting-bang, le kanigwé, le woulé-mango. Danses traditionnelles de la Martinique, elles expriment la joie, la colère, la douleur.

Il existe également les musiques et chants pour accompagner divers travaux: le lasotè ou lafouytè (travaux des champs), le ralé senn (la pêche), téraj-kay ou térasman (= terrassement)...

## Musique
Elle s'organise d'une certaine façon, d'abord l'entrée du chanteur (lavwa) et du chœur (lavwa dèyè). Puis le Bwatè (joueur de ti bwa) donne le rythme, suivi par le tambour bèlè. Enfin, les danseuses (danm bèlè) et danseurs (kavalyé bèlè) entrent en scène. Un dialogue se crée entre les danseurs et le « tanbouyè » (joueur de tambour).
Lavwa dèyè donne la réplique au chanteur, l’auditoire peut aussi participer.
Telle une famille, tous ensemble chanteurs, danseurs, musiciens et public se laissent entraîner par ses rythmes envoûtants. Les « swarés » débutent vers 20 h et se terminent à l'aube, les moman bèlè (autre forme d'organisation) se déroulent en général en fin d'après-midi pour se terminer avant minuit.

### Le tambour bèlè
(tanbou bèlè - tanbou déjanbé - djouba)
À l'origine conçu par les esclaves d’origine africaine en fuite réfugiés dans les mornes de l’île, il est un membranophone de forme conique constitué d'un fût sur lequel est tendue une peau. La percussion, fabriquée en fonction du tanbouyé (joueur de tambour bèlè), est peu répandue et sa technique de jeu est peu commune : l’utilisation du talon de pied, en frottant la peau du tambour le rend mélodique. 
Par l’oralité, la tradition de la facture et du jeu du tambour bèlè ont été transmis sur des générations. D’abord interdit, le tambour a ensuite été joué dans les quartiers d’esclaves des Habitations de l’île avec des variantes du jeu d’origine. 
Facture
Les bois utilisés pour le tambour bèlè en Martinique sont le chêne ou le châtaignier. À l’origine, conçu avec des bouts de troncs d’arbres vétustes en nature « bwa fouillé », la fabrication des tambours sera finalement dévolue aux tonneliers. L’instrument est aujourd’hui fabriqué avec des lattes provenant de tonneaux de rhum, passées au feu puis raclées, pour leur donner la forme et l’épaisseur voulue. La sonorité recherchée est proche de la terre, un peu sourde.
Le tambour bèlè est recouvert en général d’une peau de cabri ou de mouton. Pour serrer le tambour, on utilise un cercle de fer sur lequel on adaptait différents matériaux végétaux (paille de banane, cordes...) qu’on serrait très fort, mais sans intégrer le système de serrage au tambour lui-même.
Aujourd'hui, un système de clefs est utilisé pour tendre la peau et régler la hauteur des sons. 
Les facteurs de tambours bèlè les plus reconnus sont Dartagnan Laport et Sully Cally. 
Jeu
La technique du percussionniste implique les mains, les doigts et le mouvement de talon du pied pour modifier la sonorité. Pour ce dernier, c’est une frappe frottée, frappée et non verticale. Le jeu principal est fait par la main droite pour les droitiers. Les première et deuxième phalanges des doigts sont également utilisées pour frapper sur le bord du tambour.
Le tambour bèlè est joué principalement dans la musique traditionnelle martiniquaise. Le « bwatè » (joueur de tibwa, un idiophone) frappe alors les baguettes directement sur le corps du tambour joué par le tambouyé qu’il accompagne. Depuis une décennie, une nouvelle génération d'artistes martiniquais utilise le tambour bèlè dans le registre du jazz et des musiques du monde.

## Danseurs et danseuses
La danseuse est munie :
- d'une jupe évasée
- d'un haut
- d'un jupon
- d'un panty ou un short
- d'un carré de tissu à la taille.

Tandis que les hommes portent un pantalon et un t-shirt.
Ils disposent d'une très grande liberté dans le choix de la gestuelle et dans le jeu qui se développera entre partenaires. Mais ils doivent obéir à une exigence absolue : être au rythme du ti-bwa (dans le temps). En effet dans le bèlè il existe deux types de rythmes :
- le deux temps : « tak-pi-tak-pi-tak » comme le bèlè courant, bèlè dous...
- et le trois temps : « tak-pi-tak-pi-tak-tak-tak », par exemple le béliya.

Le bon danseur est celui qui saura marier le geste et le jeu tout en étant au son du tambour.
Malgré le dénigrement, le bèlè a su résister à l'épreuve du temps et s'affirme de plus en plus comme un élément incontournable de l'identité martiniquaise. Recelant de grandes richesses et de grandes potentialités pour l'épanouissement communautaire et individuel, pratiquer le bèlè enseigne la patience, la rigueur, l'expression, la solidarité, la connaissance et la transmission du patrimoine culturel martiniquais.

## Grands maîtres du bèlè
- Ti Émile (Emmanuel Casérus), Ti Raoul (Raoul Grivalliers), Victor Treffe, Galfétè, Félix Casérus, Dulténor Casérus, Vava Grivalliers, Berthé Grivalliers, Clothaire Grivalliers, Féfé Marolany, Paul Rastocle, Benoit Rastocle, Carmélite Rastocle, Apollon Vallade, Félix Cébarec, Génius Cébarec dit Galfètè, Stéphane Cébarec, Boniface Cébarec, Saint-Ange Victoire, Robert Dessart, Siméline Rangon, Espélisane Sainte-Rose, Sully Villageois, Dartagnan Laport (célèbre famille de fabricants de tambours), Julien Saban (Bèlè Baspwent).
- Nouvelle génération : Eugène Mona (1943-1991), L’AM4 (Georges et Pierre Dru), Kannigwé, La Sosso et le groupe Wapa, Edmond Mondésir et son groupe Bèlènou, XTremjam, Bèlè Boumbap de Kali, Lassao, Sully Cally, Jean-Philippe Grivalliers, Boris Reine-Adelaide, Jean-Pierre Mitrail (Alblana), Vwa bèl danm, Nénéto, Lébéloka, Bélya, Vaïty, Bèlè Légliz, Lèspri Danmyé, Manuéla M'La Bapté, Stella Gonis, Icess Madjoumba, Artana.

## Discographie
- Bel alians, le bélia des alliés, Siml'n, 1992.
- Les Maîtres Du Bèlè de Sainte-Marie ; Les Maîtres du bèlè, Buda Musique, 2007.
- Ti Raoul Grivallier, Mizik Label, 2004
- Duo bèlè, Vaity, Mizik Label, 2004
- Vaity Noony, Vaity, Artitude, 2014
- Emosion Bèlè - Les chants du père, la musique du fils, Edmond Mondésir, Awimusic, 2006.
- Emosion Bèlè 2 - Hommage à Ti-Emile, Edmond Mondésir, Awimusic, 2008.

## Tubes de bèlè
Voici quelques tubes qui ont marqué l'histoire de la musique bèlè en Martinique :
- Ti Milo, Eugène Mona (chanson adaptée en Dance Hall par Admiral T)
- Missié Kriminel, Eugène Mona
- Mi Lago, Eugène Mona (Ce morceau fait sur l'ancien député Joseph Lagrosillière)
- Ti Kanno, Ti Emile
- Ancinelle, Ti Emile
- Marie-Jeanne, Ti Emile
- Sonia kontan siwo, Ti Emile
- Maframé, Ti Emile
- Milo dé, Ti Emile
- Edwa pa bat Bogino
- Bélya manmay la
- Mabèlo
- Dé kout kouto filé manuel
- Asou Pont Abel
- Mémé malgré sa
- Sé l'Alsace sé la Lorraine
- Voyé krié doktè ba mwen
- Katel mi lanmô
- Man Fwansiné, Ti Raoul
- Mi bel jounen, Victor Treffe
- Péyi mwen, Victor Treffe (morceau Bèlè avec des sonorités modernes)
- Mizik sé travay nou, Bèlè Boumbap de Kali (mélange de Bèlè et de Rap)
- Mangé péyi a, Edmond Mondésir
- Gadé yol la, Edmond Mondésir
- Nou sé matinitjé, Edmond Mondésir
- Tjè nou blendé, Tambou bô kannal (chanson vedette de la Grève générale aux Antilles françaises en 2009 en Martinique particulièrement)
- Palé kréyol, Kolo Barst et Tony Polomack